# Aspicilia subradians
Aspicilia subradians är en lavart som först beskrevs av William Nylander och som fick sitt nu gällande namn av Auguste-Marie Hue. 
Aspicilia subradians ingår i släktet Aspicilia och familjen Megasporaceae. Arten är reproducerande i Sverige.